# Котельниковы
Коте́льниковы — русские дворянские роды различного происхождения.
Различные роды дворян Котельниковых были внесены в родословные книги губерний: Астраханской (III часть), Екатеринославской (II часть), Калужской (III часть), Курской (I, II, III, VI части), Московской (II, III части), Полтавской (I часть), Псковской (VI часть), Харьковской (I часть), Области Войска Донского.
Среди представителей этой фамилии были столбовые дворянские роды (в Курской и Псковской губерниях). Первое известное упоминание о роде Котельниковых относится к 1539 году в писцовых книгах Новгородской земли. Это были вотчинники Великого Новгорода Александр и Аникей Котельниковы.
В 1676 году по списку Великого государя Царя и Великого князя Федора Алексеевича был жалован поместным и денежным окладом Афанасий Дмитриевич Котельников, потомки которого владели поместьями в Суджанском уезде и были внесены в VI часть дворянской родословной книги Курской губернии. 

## Известные представители
Среди известных представителей этого древнего дворянского рода были:
- Семён Кириллович Котельников (1723—1806)— русский математик, ординарный академик Санкт-Петербургской академии наук.

- Пётр Иванович Котельников (1809—1879) — русский математик, профессор, тайный советник.

- Василий Григорьевич Котельников (1850—1932) — вице-директор департамента неокладных сборов министерства финансов, председатель второго отд. Имп. Вольного Экономического общества, тайный советник.

- Александр Петрович Котельников (1865—1944) — русский математик и механик, профессор, действительный статский советник.

- Глеб Евгеньевич Котельников (1872—1944) — русский и советский изобретатель авиационного ранцевого парашюта.

- Владимир Александрович Котельников (1908—2005) — советский и российский учёный в области радиофизики, радиотехники, электроники, информатики, радиоастрономии и криптографии, академик РАН.

## Герб
Представитель одной из ветвей фамилии, поручик Николай Котельников был жалован Высочайше утверждённым гербом:

В червленом поле на щите серебряная лошадиная голова с червлеными глазами и языком, сопровождаемая по бокам щита двумя золотыми кольцами. Над щитом дворянский шлем с дворянской короной. Нашлемник: серебряная лошадиная голова с червлеными глазами и языком, над ней два золотых кольца. Намёт: справа лазуревый с серебром, слева лазуревый с золотом.— Герб Котельниковых
Также были и более поздние дворянские роды, получившие потомственное дворянство по чину и/или по ордену. Так, Илья Котельников к 1813 году получил дворянство по чину коллежского асессора, но его герб не был представлен в Общий гербовник.